# Бериллиоз
Бериллио́з — профессиональное заболевание; воспаление соединительной ткани лёгких, вызванное вдыханием пыли или паров, которые содержат бериллий. Бериллиозу в основном подвержены работники космической промышленности. Наиболее токсичными соединениями бериллия являются фтороксид, фторид и хлорид бериллия.
Бериллий и его соединения оказывают поливалентное действие: раздражающее, общетоксическое, аллергическое, канцерогенное. Особенно стоит выделить способность соединений бериллия вызывать неспецифические аллергические реакции. Согласно иммунологической концепции бериллиоза, бериллий образует с белками плазмы и тканей преципитаты (комплексы бериллий-белок), которые в силу своих антигенных свойств приводят к развитию в тканях организма (преимущественно — в лёгких) гиперергических реакций замедленного типа.
Следствием гиперергической реакции является формирование характерного альвеолярно-капиллярного блока: утолщение межальвеолярных перегородок вследствие их отека и инфильтрации мононуклеарами ведет к нарушению газообмена.

## Симптомы
Обычно бериллиоз развивается постепенно; первые симптомы могут проявиться через 10—20 лет после контакта с бериллием. У некоторых людей болезнь развивается внезапно, обычно в форме воспаления соединительной ткани лёгких (пневмонита). При остром бериллиозе начинаются кашель, затруднение и уменьшение глубины дыхания, боль в области груди, потеря в весе. Могут поражаться глаза и кожа. При хронической форме в лёгких начинается рост патологической ткани, лимфатические узлы увеличиваются, кашель и одышка развиваются постепенно.

## Острый бериллиоз
При остром отравлении выделяют несколько синдромов: вследствие раздражающих свойств соединений бериллия развиваются поражения верхних дыхательных путей (ринит, фарингит, трахеит), самостоятельно исчезающие через 24—48 часов после устранения контакта с бериллием даже при отсутствии лечения. Другим возможным синдромом является острый трахеобронхит, характеризующийся сухим кашлем, одышкой при физической нагрузке, болями за грудиной. На рентгенограмме при этом обнаруживается усиление бронхососудистого рисунка.
При поражении нижних отделов дыхательных путей развиваются бронхо-бронхиолит и бериллиевая пневмония. Пациенты жалуются на одышку, кашель со скудной мокротой, затрудненное дыхание, неясные боли в грудной клетке. В легких выслушиваются влажные хрипы.
Бериллиевая пневмония может начаться сразу остро, без предвестников, либо присоединиться к раздражению верхних дыхательных путей, бронхиту или трахеобронхиту. Заболевание проявляется кашлем с мокротой, резкой одышкой, цианозом, общей слабостью и повышенной утомляемостью.
Рентгенологически выявляется эмфизематозность легочных полей, размытость легочного рисунка.
Возможно развитие острого интерстициального миокардита, что на ЭКГ проявляется снижением вольтажа и инверсией зубца Т в стандартных и грудных отведениях.
Острое отравление, протекающее по типу бронхиолита и пневмонии, продолжается 2—3 месяца, затем клинические проявления бронхиолита исчезают, самочувствие больных улучшается, температура тела и рентгенологическая картина нормализуются.

## Хронический бериллиоз
В зависимости от рентгенологической картины, выделяют две морфологические формы: гранулёматозную и интерстициальную.
Больные могут значительно терять в весе (на 8—10 кг), иметь чугунный оттенок лица. Лихорадка, рвота, лимфаденопатия. При перкуссии определяются эмфизематозные изменения в лёгких (коробочный звук), аускультативно — влажные хрипы. Так же, вследствие развития гипертензии в малом круге кровообращения, возможно появление признаков легочного сердца и правожелудочковая недостаточность.
В зависимости от тяжести хронического бериллиоза выделяют три стадии.
На I стадии отмечают мелкие узелки в лёгких.
На II — более четкие узелки на фоне диффузного склероза.
на III — увеличенные отдельные узелки, диффузный фиброз, экзематозные изменения и признаки лёгочного сердца.

## Профилактика
Наиболее надёжным способом защиты является предотвращение попадания бериллия в организм за счёт средств коллективной защиты, изменение технологии: снижение запылённости воздуха, автоматизация технологических процессов и дистанционное управление, использование эффективной вентиляции и воздушных душей и др. Предварительный (для поступающих на работу) и периодический (для работающих) медосмотры.

## Диагностика
Основывается на выяснении, контактировал ли больной с бериллием или нет, симптомах, характерных изменениях на рентгеновских снимках грудной клетки. Однако рентгенологическая картина бериллиоза весьма схожа с таковой при другой болезни, саркоидозе. Поэтому могут быть необходимы дополнительные исследования, в том числе иммунологические, например кожная аллергическая проба Куртиса.
Кожная аллергическая проба Куртиса производится с помощью накожных аппликаций растворимых солей бериллия (обычно 1—2 % раствора сульфата или нитрата бериллия). В случае сенсибилизации организма к бериллию на месте аппликации развивается кожная экзематозная и воспалительная реакция. При положительной пробе на коже появляются эритема, заметная инфильтрация и шелушение. Проба Куртиса достаточно специфична, однако в ряде случаев при относительно доброкачественной форме она может быть отрицательной.
В наиболее сложных случаях показана биопсия лёгкого с целью гистологического исследования биоптата на наличие бериллия в гранулёме.

## Прогноз
Острый бериллиоз может протекать достаточно тяжело и в некоторых случаях даже приводить к смерти. Однако большинство пациентов постепенно выздоравливает, хотя поначалу пребывают в тяжёлом состоянии, так как лёгкие теряют эластичность. При правильном лечении, в частности, при подключении к аппарату искусственной вентиляции лёгких и назначении кортикостероидов, больные обычно выздоравливают на 10—12 день без последствий.
Если лёгкие значительно повреждены хроническим бериллиозом, возрастает нагрузка на сердце, и создаются условия для развития сердечной недостаточности.

## Лечение
Для ликвидации раздражения верхних дыхательных путей применяют теплые щелочные ингаляции. В нос закапывают раствор эфедрина.
При развитии острого бронхо-бронхиолита и пневмонита показаны сердечные гликозиды, эуфиллин, мочегонные и глюкокортикоидные средства.
При отсутствии эффекта — искусственная вентиляция лёгких.
Для лечения хронического бериллиоза широко применяются кортикостероидные гормоны. При тяжелом течении заболевания терапию начинают с 30—40 мг и более преднизолона в сутки, в дальнейшем постепенно снижая дозу до поддерживающей (5—10 мг в сутки).
Так же широко используют антигистаминные препараты, отхаркивающие средства, бронхолитики и оксигенотерапию.